# Недю Петров
Недю Петров е български политик, кмет на Провадия от Народната партия в края на XIX век. Депутат в IV велико народно събрание от Провадийска околия.